# Salzmannbau

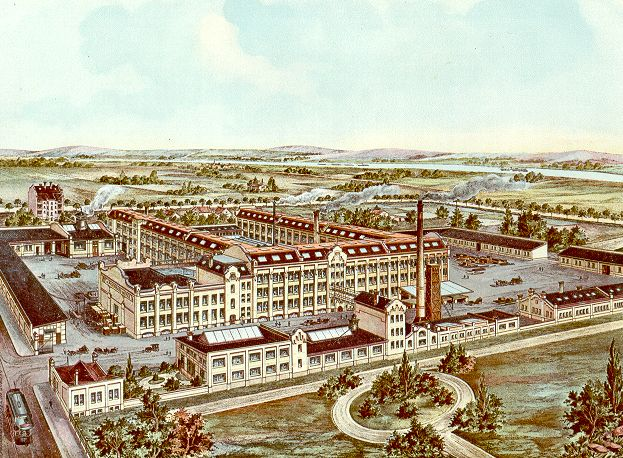
Der Salzmannbau 1904, Verwaltungsgebäude der Firma Jagenberg

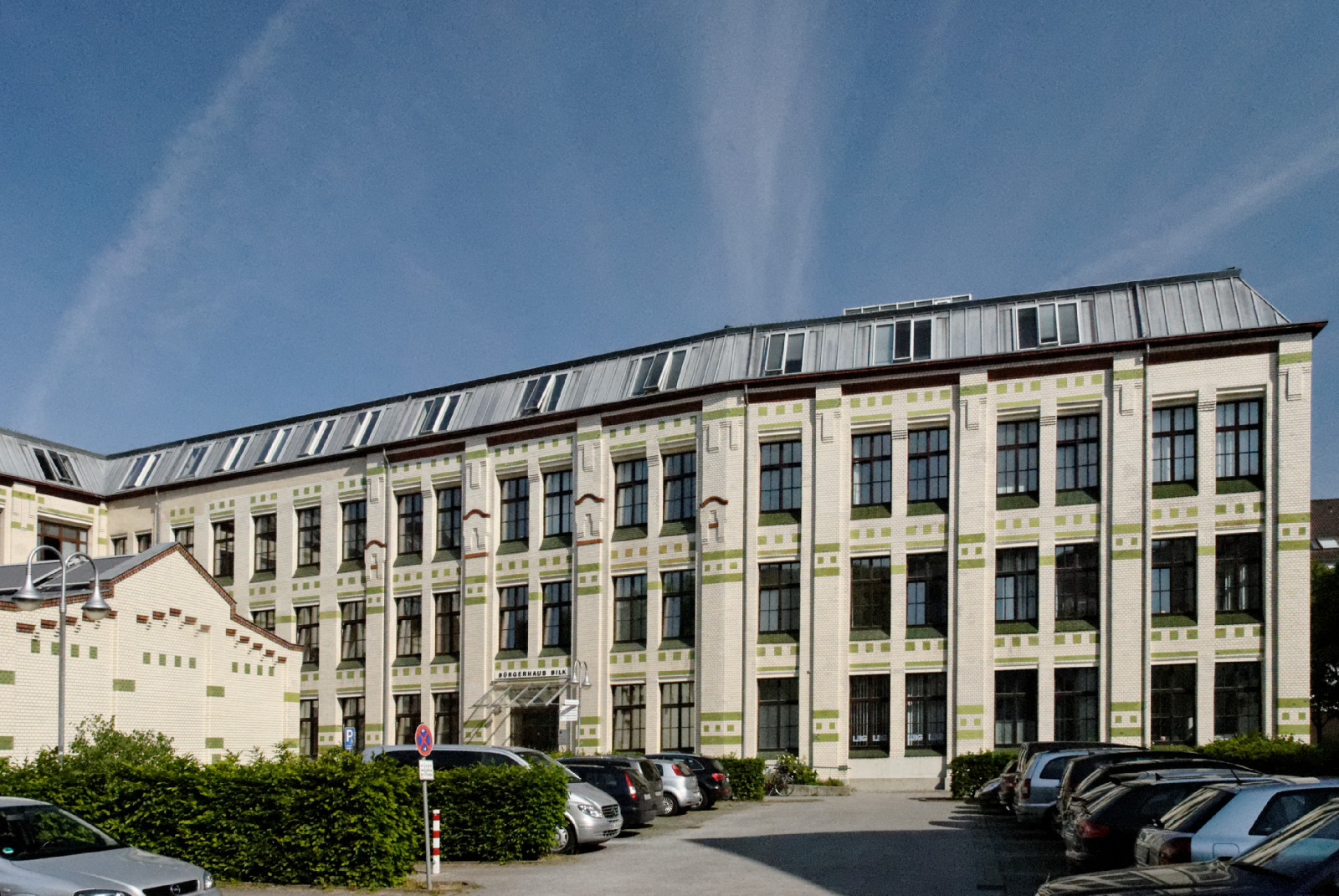
Salzmannbau (Ostflügel)

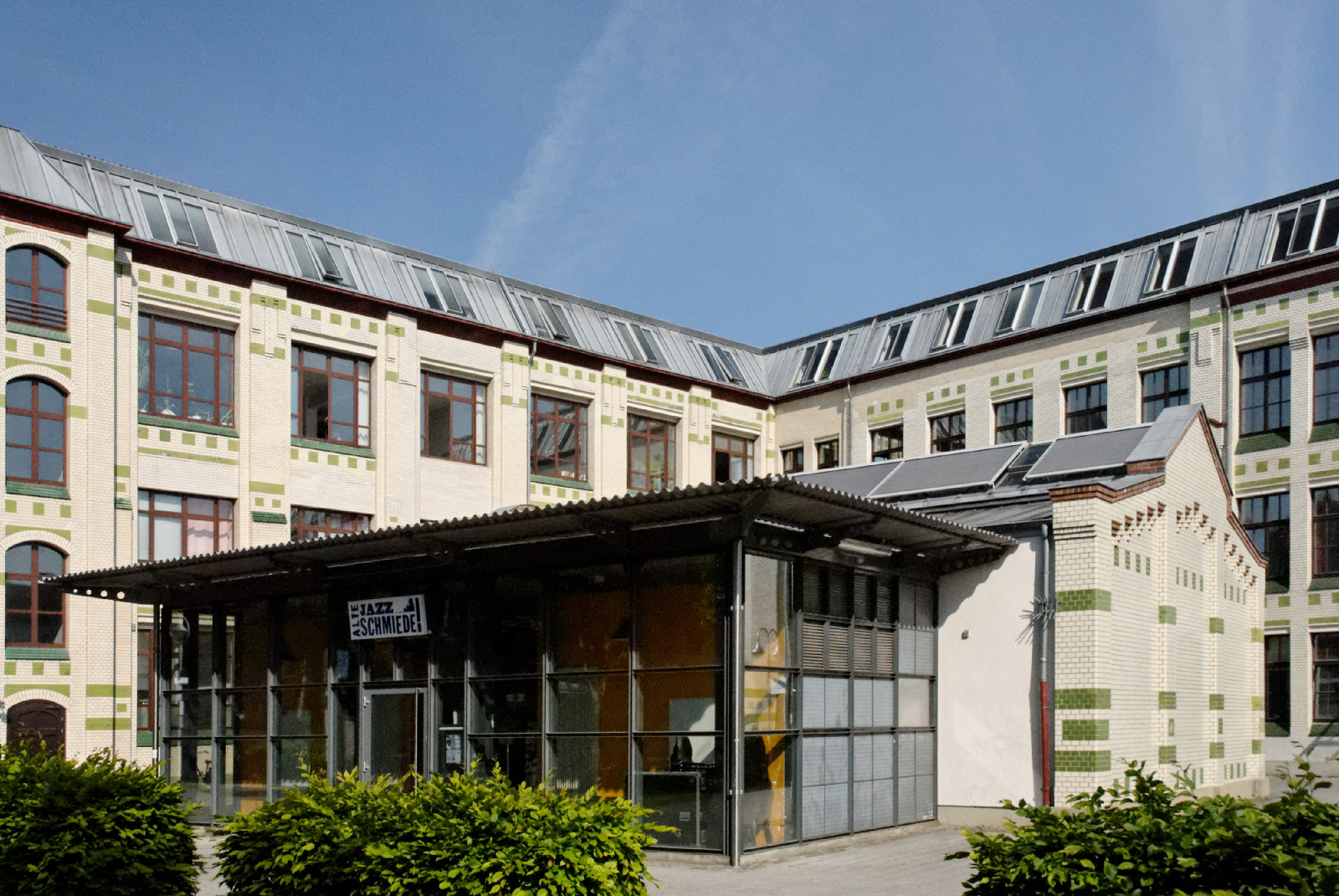
Die Jazz-Schmiede vor dem Salzmannbau – Sicht von Südosten

Der Salzmannbau ist das denkmalgeschützte Hauptgebäude der ehemaligen Jagenberg-Fabrik im Düsseldorfer Stadtteil Bilk. Er ist ein Industriedenkmal aus der Zeit um die Jahrhundertwende.
Er wurde von dem Architekten Heinrich Salzmann für den damaligen Papierhersteller Jagenberg geplant, von 1904 bis 1906 fertiggestellt und bis 1928 mehrfach erweitert. Bis 1984 diente der Salzmannbau als Verwaltungssitz des Unternehmens.
Vor allem Künstler und einige lokale Politiker in Düsseldorf setzten sich gegen den Abriss und für eine Rettung des Salzmannbaus ein. Noch im September 1984 wurde er unter Denkmalschutz gestellt. Im Dezember wurden der Salzmannbau und das gesamte Fabrikgelände von der Stadt Düsseldorf erworben (die drei Werkshallen wurden abgerissen und wichen einer Wohn-Überbauung).
Das Konzept des Umbaus und der gemischten Nutzung wurde gemeinsam von Verein „Leben in der Fabrik e.V.“, dem Land Nordrhein-Westfalen, seiner Baugesellschaft LEG Landesentwicklungsgesellschaft NRW und der Stadt Düsseldorf entwickelt. Nach einer aufwändigen Planungsphase in Zusammenarbeit mit den zukünftigen Nutzergruppen und einer mehrjährigen Kernsanierung des Salzmannbaus durch die damals landeseigene LEG konnte er ab Mai 1994 bezogen werden.
Im September 1994 wurde der neue Salzmannbau mit insgesamt 106 Mieteinheiten offiziell eröffnet. Er beherbergt seither Büros für Vereine, gemeinnützige Initiativen und städtische Einrichtungen des Jugendamtes und des Kulturamtes (u. a. das Bürgerhaus Salzmannbau und den Neuen Kunstraum Düsseldorf), Wohnungen für Studierende, Sozialwohnungen, sowie 36 Künstler-Ateliers, von denen 30 Wohn-Ateliers sind. Es entstand darin zudem ein Gast-Wohnatelier für auswärtige Künstler – wechselnde Stipendiaten der Stadt Düsseldorf. Eine Gastronomie (Café Mautz) mit Terrasse dient der Nachbarschaft als Treffpunkt.
Einmal im Jahr öffnen die Künstler im Salzmannbau – im Rahmen der städtischen Kunstpunkte – ihre Ateliers für die Öffentlichkeit. Im Sommer 2014 fand eine Jubiläumsausstellung im Kunstraum Düsseldorf und im Atelier am Eck statt: Von hier bis jetzt – 20 Jahre Künstler-Ateliers im Salzmannbau. Das Atelier am Eck wird vom Kulturamt Düsseldorf betrieben und zeigt regelmäßig Ausstellungen von Stipendiaten.
Auf dem Gelände befindet sich in einem separaten Gebäude, der ehemaligen Schmiede der Firma Jagenberg, vor dem Salzmannbau die Jazz-Schmiede, in der der Verein Jazz in Düsseldorf e.V. seit 1995 Konzerte in den Bereichen zeitgenössischer Jazz und Weltmusik veranstaltet. Das 20-jährige Bestehen des Jazz in Düsseldorf e.V. wurde im September 2015 gefeiert.